# Spoorlijn Göteborg - Malmö
De spoorlijn Göteborg - Lund - Malmö ook wel kustspoorlijn (Zweeds: Västkustbanan) genoemd is een Zweedse spoorlijn gelegen in de provincie Götaland via de provincie Halland naar de provincie Skane.

## Geschiedenis
Het traject werd in vanaf 1880 gebouwd door een aantal particuliere spoorwegmaatschappijen. Het traject van de Göteborg Hallands Järnväg (GHB) begon in Göteborg op het station van de Bergslagernas Järnväg (BJ)
In 1896 kocht de staat de verschillende spoorwegmaatschappijen en werd in Göteborg een nieuw station Göteborg C gebouwd.
Sinds het begin van 1990 heeft de infrabeheerder Banverket het traject geleidelijk uitgebreid met een tweede spoor.

### Bouw
De volgende particuliere spoorwegmaatschappijen bouwden de Väskustbanan en opende deze in de periode tussen 1876 en 1888 met hun afstand:
- Göteborg Hallands Järnväg (GHB): 1888
  - Varberg - Göteborg, 77 km

- Mellersta Hallands Järnväg (MHJ): 1886
  - Halmstad - Varberg, 75 km

- Skåne - Hallands Järnväg (SHJ): 1885
  - Helsingborg - Kattarp - Ängelholm - Halmstad, 92 km
  - Åstorp - Höganäs, 26 km

- Landskrona Ängelholms Järnväg (LEJ): 1876
  - Landskrona - Billesholm - Ängelholm, 49 km

- Lund - Kävlinge Järnväg (LKJ): 1886
  - Lund - Kävlinge, 12,6 km (oorspronkelijk traject)
  - Lund - Trelleborg Järnväg (LLTJ) / (LTJ). tot 1940 SJ, elektrificatie 1948. Lund werd toen het belangrijkste knooppunt in de Västkustbanan.

- Malmö - Billesholms Järnväg (MBJ): 1886
  - Malmö - Billesholm, 59 km

## Trajecten
Het traject tussen Göteborg en Malmö bekend als Västkustbanan liep in het verleden over verschillende trajecten.
- Historische route: Göteborg - Ängelholm - Åstorp - Teckomatorp - Kävlinge - Arlöv - Malmö

- Huidige route: Göteborg - Ängelholm - Helsingborg - Landskrona - Kävlinge - Lund

## Treindiensten

### SJ
De Statens Järnvägar verzorgt het personenvervoer op dit traject met X 2000 treinen. De treindienst werd uitgevoerd met treinstellen van het type X 2.
- 80: Stockholm C - Södertalje Süd - Norrköping C - Linköping C - Nässjö C - Alvesta - Hässleholm C - Lund C Malmö C - Luchthaven Kastrup - København H
- 100: Göteborg C - Varberg - Falkenberg - Halmstad C - Hässleholm C - Lund C - Malmö C - Luchthaven Kastrup - København H

D3 combinatie SJ en DSB verzorgde vanaf het begin op 1 juli 2000 tot 11 januari 2009 het personenvervoer op dit traject met Ø-tag sneltreinen. De treindienst werd uitgevoerd met treinstellen van het type Littera, Zweedse type: X31 / Deense type: ET
- 100: Göteborg C - Mölndal - Kungsbacka - Varberg - Falkenberg - Halmstad C - Laholm - Båstad - Ängelholm - Helsingborg C - Landskrona - Lund C - Malmö C - Luchthaven Kastrup - København H

### Veolia
Veolia verzorgt tot december 2010 in opdracht van Västtrafik het personenvervoer op dit traject met Pendeltåg stoptreinen. De treindienst werd uitgevoerd met treinstellen van het type X 14. Vanaf 2010 worden deze treinstellen vervangen door treinstellen van het type Coradia Nordic X 61.
- 132: Göteborg - Kungsbacka

### Arriva
Arriva verzorgt tussen 17 juni 2007 en 15 juni 2016 in opdracht van Skånetrafiken het personenvervoer op dit traject met Pendeltåg stoptreinen. De treindienst werd uitgevoerd met treinstellen van het type X 11. Vanaf 2009 worden deze treinstellen vervangen door treinstellen van het type Coradia Nordic X 61.
- 104: Höör - Eslöv - Lund C - Malmö C
- 108: Ängelholm - Helsingborg C - Landskrona - Lund C - Malmö C

### DSBFirst
DSBFirst verzorgt het personenvervoer op dit traject met Ø-tag sneltreinen.
De treindienst wordt uitgevoerd met treinstellen van het type Littera, Zweedse type: X31 / Deense type: ET
Sinds 11 januari 2009 tot 2015:
- 100: Göteborg C - Mölndal - Kungsbacka - Varberg - Falkenberg - Halmstad C - Laholm - Båstad - Ängelholm - Helsingborg C - Landskrona - Lund C - Malmö C - Luchthaven Kastrup - København H - Helsingør

## Aansluitingen
In de volgende plaatsen was of is er een aansluiting van de volgende spoorwegmaatschappijen:

### Göteborg
In Göteborg waren vier stations voor lokale en interlokale treinen.

#### Göteborg C

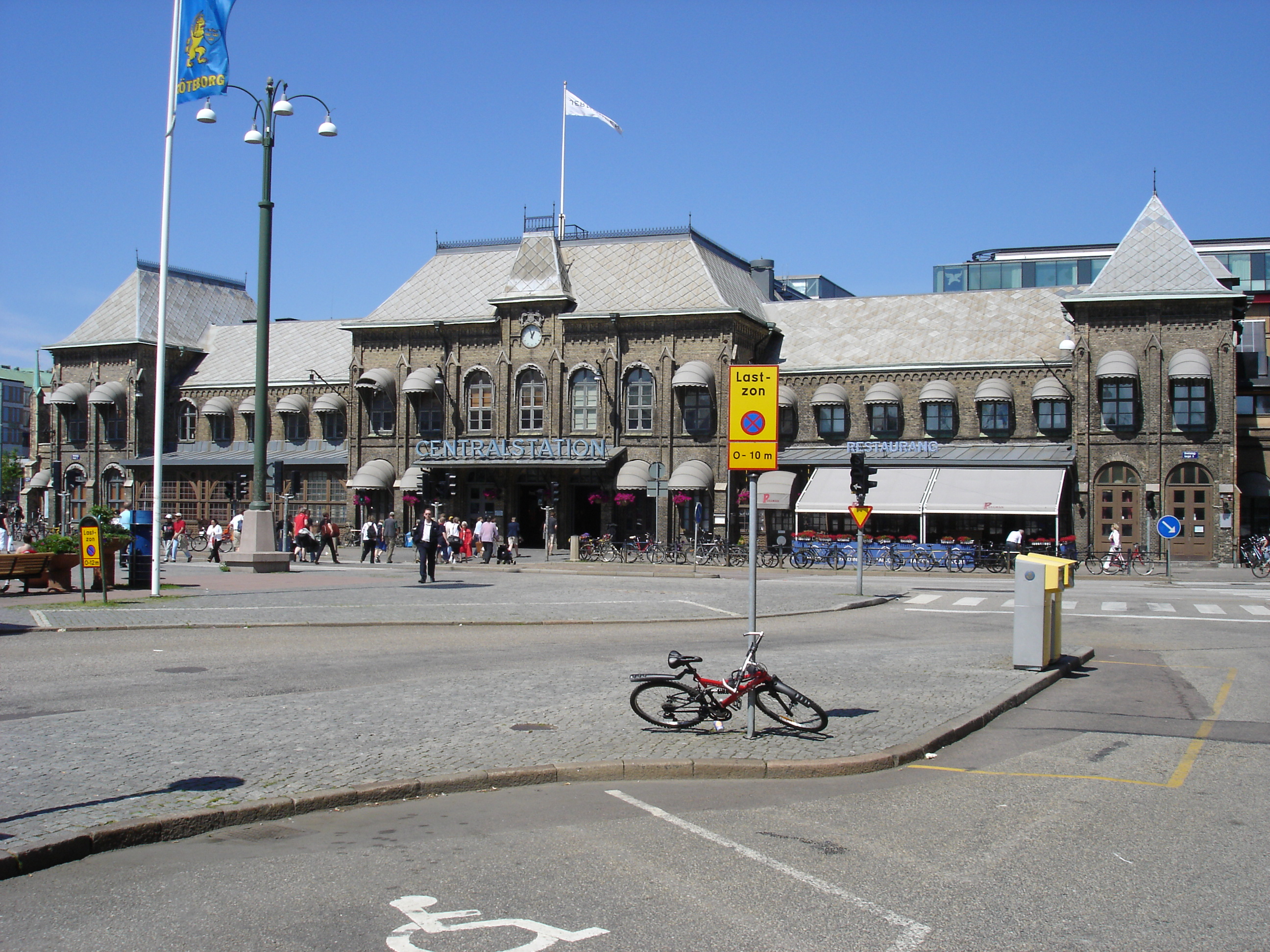
het oudste deel van Centraalstation Göteborg

Het Centraal Station in Göteborg werd in 1858 ontworpen door Adolf Wilhelm Edelsvärd (1824-1919). Het station werd gebouwd aan de Drottningtorget gebouwd en werd op 4 oktober 1858 geopend. In het station zijn 16 kopsporen in gebruik. Van hieruit kan men overstappen op de stadstram van Göteborg.
- Bohusbanan spoorlijn tussen Göteborg en Skee en aansluitend met de Strömstad - Skee Järnväg naar Strömstad
- Kust till kustbanan spoorlijn tussen Göteborg en Kalmar / Karlskrona
- Västra stambanan spoorlijn tussen Stockholm C en Göteborg C
- Vänernbanan spoorlijn Göteborg en Kil
  - Dalslands Järnväg spoorlijn tussen Sunnanå en Kornsjø met aansluiting op de Østfoldbanen naar Oslo
- Göteborgs Spårvägar AB stads en regio tram rond Göteborg

#### Göteborg BJ
Het Bergslagernas station in Göteborg bevond zich bij het Göteborg Centraal Station.
- Bergslagernas Järnväg (BJ) spoorlijn tussen Göteborg en Vänersborg en Falun
- Göteborg Hallands Järnväg (GHB) spoorlijn tussen Göteborg en Varberg 77 km
- Göteborg - Borås Järnväg (GBJ) spoorlijn tussen Göteborg en Borås

#### Göteborg VGJ
Het VGJ station in Göteborg bevond zich bij het Göteborg Centraal Station.
- Västergötland - Göteborgs Järnvägar (VGJ) spoorlijn tussen Göteborg en Vara - Skara naar Gullspång / Gårdsjö

#### Göteborg GSJ
Het GSJ station in Göteborg bevond zich aan het Karlsroplatsen.
- Göteborg - Särö Järnväg (GSJ) spoorlijn tussen Göteborg GSJ en Särö

### Varberg
- Göteborg Hallands Järnväg (GHB) spoorlijn tussen Varberg en Göteborg 77 km
- Mellersta Hallands Järnväg (MHJ) spoorlijn tussen Halmstad en Varberg 75 km
- Varberg - Borås Järnväg (WBJ) spoorlijn tussen Varberg en Borås
  - Varberg - Borås - Herrljunga Järnväg (VBHJ) spoorlijn tussen Varberg en Borås en Herrljunga
- Varberg - Ätrans Järnväg (WbÄJ) spoorlijn tussen Varberg en Ätran

### Falkenberg
- Falkenbergs Järnväg (FJ) spoorlijn tussen Falkenberg en Limmared

### Halmstad
- Mellersta Hallands Järnväg (MHJ) spoorlijn tussen Halmstad en Varberg 75 km
- Skåne - Hallands Järnväg (SHJ) spoorlijn tussen Helsingborg en Halmstad over Kattarp 92 km
- Halmstad - Nässjö Järnvägar (HNJ) spoorlijn tussen Halmstad, Värnamo en Falköping (stad)
- Halmstad - Bolmens Järnväg (HBJ) spoorlijn tussen Halmstad en Bolmen
- Markarydsbanan spoorlijn Markaryd-Veinge Järnväg (MaVJ) tussen Halmstad en Hässleholm

### Ängelholm
- Landskrona Ängelholms Järnväg (LEJ) spoorlijn tussen Landskrona en Billesholm en Ängelholm 49 km

### Åstorp
- Skåne - Hallands Järnväg (SHJ) spoorlijn tussen Åstorp en Höganäs (stad) 26 km

### Billesholm
- Landskrona Ängelholms Järnväg (LEJ) spoorlijn tussen Landskrona en Billesholm en Ängelholm 49 km
- Malmö - Billesholms Järnväg (MBJ) spoorlijn tussen Malmö en Billesholm 59 km

### Helsingborg
In Helsingborg waren tot 1991 de twee stations: Helsingborg C en Helsingborg F.
- Het station Helsingborg C werd voornamelijk gebruikt door lokale passagierstreinen uit Malmö.
- Het station Helsingborg F (Färjestationen) was het beginpunt voor de trein naar Stockholm en Göteborg en per veerboot konden de rijtuigen over gezet worden naar Helsingør om verder over de Kustspoorlijn naar Kopenhagen en Hamburg te worden vervoerd.

In 1991 verbeterde de ingewikkelde situatie door de ingebruikneming van het nieuw station Helsingborg C gelegen in een citytunnel. Hierdoor rijden de meeste treinen van de Västkustbanan nu over het station Helsingborg C.
Door de aanleg van een nieuw traject tussen Kävlinge en Helsingborg werd het mogelijk om het station Landskrona in het traject van de Västkustbanan op te nemen. Dit traject werd in 2001 geopend.
- Skåne - Hallands Järnväg (SHJ) spoorlijn tussen Helsingborg (stad) en Kattarp en Halmstad 92 km
- Landskrona & Helsingborgs Järnvägar (L&HJ) 1865 Rååbanan, spoorlijn tussen Eslöv en Ramlösa over Teckomatorp
- Skånebanan spoorlijn tussen Kristianstad en Helsingborg

### Billeberga
- Landskrona & Helsingborgs Järnvägar (L&HJ) 1865 Rååbanan, spoorlijn tussen Eslöv en Ramlösa over Teckomatorp

### Landskrona
Op 7 januari 2001 is het oude kopstation van Landskrona vervangen door een nieuw spoorwegstation met doorgaande sporen. Dit nieuwe station ligt buiten de stad en ligt dus ook verder van het centrum. De vervoersautoriteit wilde dit compenseren door een hoogwaardige openbaarvervoersverbinding aan te leggen tussen het centrum en het nieuwe station. Een tram werd te duur bevonden, en een bus was niet attractief genoeg. Daarop werd besloten om een trolleybuslijn aan te leggen.
Het traject tussen Landskrona en Billesholm is inmiddels opgebroken.
- Landskrona Ängelholms Järnväg (LEJ) spoorlijn tussen Landskrona en Billesholm en Ängelholm 49 km
- Landskrona & Helsingborgs Järnvägar (L&HJ) 1865 Rååbanan, spoorlijn tussen Eslöv en Ramlösa over Teckomatorp

### Teckomatorp
- Malmö - Billesholms Järnväg (MBJ) spoorlijn tussen Malmö en Billesholm 59 km
- Landskrona & Helsingborgs Järnvägar (L&HJ) 1865 Rååbanan, spoorlijn tussen Eslöv en Ramlösa over Teckomatorp

### Kävlinge
- Malmö - Billesholms Järnväg (MBJ) spoorlijn tussen Malmö en Billesholm 59 km
- Landskrona - Lund - Trelleborg Järnväg (LLTJ) spoorlijn tussen Landskrona - Lund - Trelleborg
- Lund - Kävlinges Järnväg (LKJ) spoorlijn tussen Lund en Kävlinge
- Landskrona - Kävlinge Järnväg (LaKJ)) spoorlijn tussen Landskrona en Kävlinge
- Kävlinge - Sjöbo Järnväg (KSJ) spoorlijn tussen Kävlinge en Sjöbo
- Kävlinge - Barsebäcks Järnväg (KjBJ)) spoorlijn tussen Kävlinge en Barsebäckshamn

### Lund
- Södra stambanan spoorlijn tussen Falköping C en Malmö C
- Lund - Kävlinge Järnväg (LKJ) spoorlijn tussen Lund en Kävlinge 12,6 km
- Lund - Trelleborg Järnväg ((LTJ) spoorlijn tussen Lund en Trelleborg
- Landskrona - Lund - Trelleborg Järnväg (LLTJ) spoorlijn tussen Landskrona en Lund en Trelleborg
- Bjärred - Lund - Harlösa Järnväg (BLHJ) spoorlijn tussen Bjärred en Harlösa over Lund

### Malmö
In Malmö waren vier stations voor lokale en interlokale treinen.
Scania, dat het logo met de personenwagenfabrikant Saab deelt, is een Zweeds merk van gemotoriseerde voertuigen. Scania was van origine een bedrijf uit Malmö, dat is samengegaan met Vabis (Vagen Aktien Bolaget I Södertälje) uit Södertälje.

### Malmö Centraal

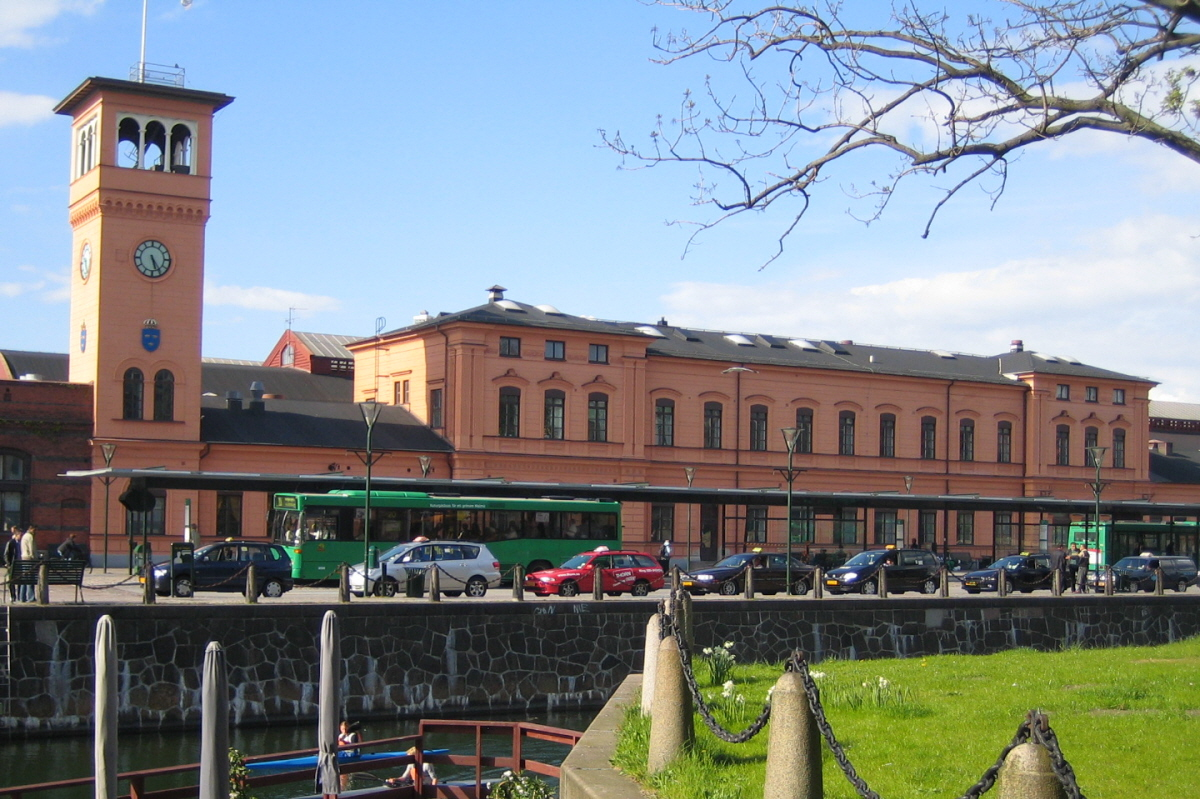
Malmö Centraalstation

Het station Malmö Central is gelegen aan de Skeppsbron was het beginpunt van de SJ spoorlijn over Lund en Falköping naar Stockholm en na 1896 de en de spoorlijn over Lund C naar Göteborg C rijden.
De architect van dit station was Folke Zettervall werd in 1856 geopend. Het station was aan de buitenzijde van de stad bij de veerhaven gevestigd.
Op 14 december 1866 werd het gebouw door een brand voor het grootste deel vernietigd. Deze werden in 1872 hersteld. Het station kreeg in 1926 de officieel naam Malmö Central
- Södra stambanan spoorlijn tussen Falköping C en Malmö C
- Malmö - Billesholms Järnväg (MBJ) treinen uit Billesholm

De (MBJ) werd in 1896 door de staat genationaliseerd en de bedrijfsvoering over gedragen aan de SJ. Het traject was onderdeel van de historische Västkustbanan route.
- Kopenhagen - Malmö spoorlijn tussen Kopenhagen H en Malmö C
- Citytunnel Malmö tunnelspoorlijn langs het cenrtum van Malmö

De langeafstandstreinen worden in hoofdzaak uitgevoerd door X 2000 treindiensten van Malmö C door soms via Göteborg C naar Stockholm C rijden.
Ook is er de mogelijkheid om over te stappen Pågatågen personentreinen die geëxploiteerd worden door Skånetrafiken volgende lijnen:
- Malmö C - Ystad - Simrishamn
- Malmö C - Landskrona - Helsingborg - Ängelholm
- Malmö C - Teckomatorp - Helsingborg
- Malmö C - Lund C
- Malmö C - Höör

#### Malmö Östervärn
Het station Malmö Östervärn (vroeger Lundavägen) was het eindpunt voor de volgende trajecten:
- Malmö - Tomelilla Järnväg (MöToJ)
  - Malmö - Simmrischamn Järnväg (MSJ)
- Malmö - Genarp Järnväg (MGJ) spoorlijn uit Genarp
- Malmö - Kontinentens Järnväg (MKJ) spoorlijn uit Trelleborg

Tegenwoordig is het een halte op het traject van de Skånetrafiken naar Ystad en Simrishamn

#### Malmö Västra

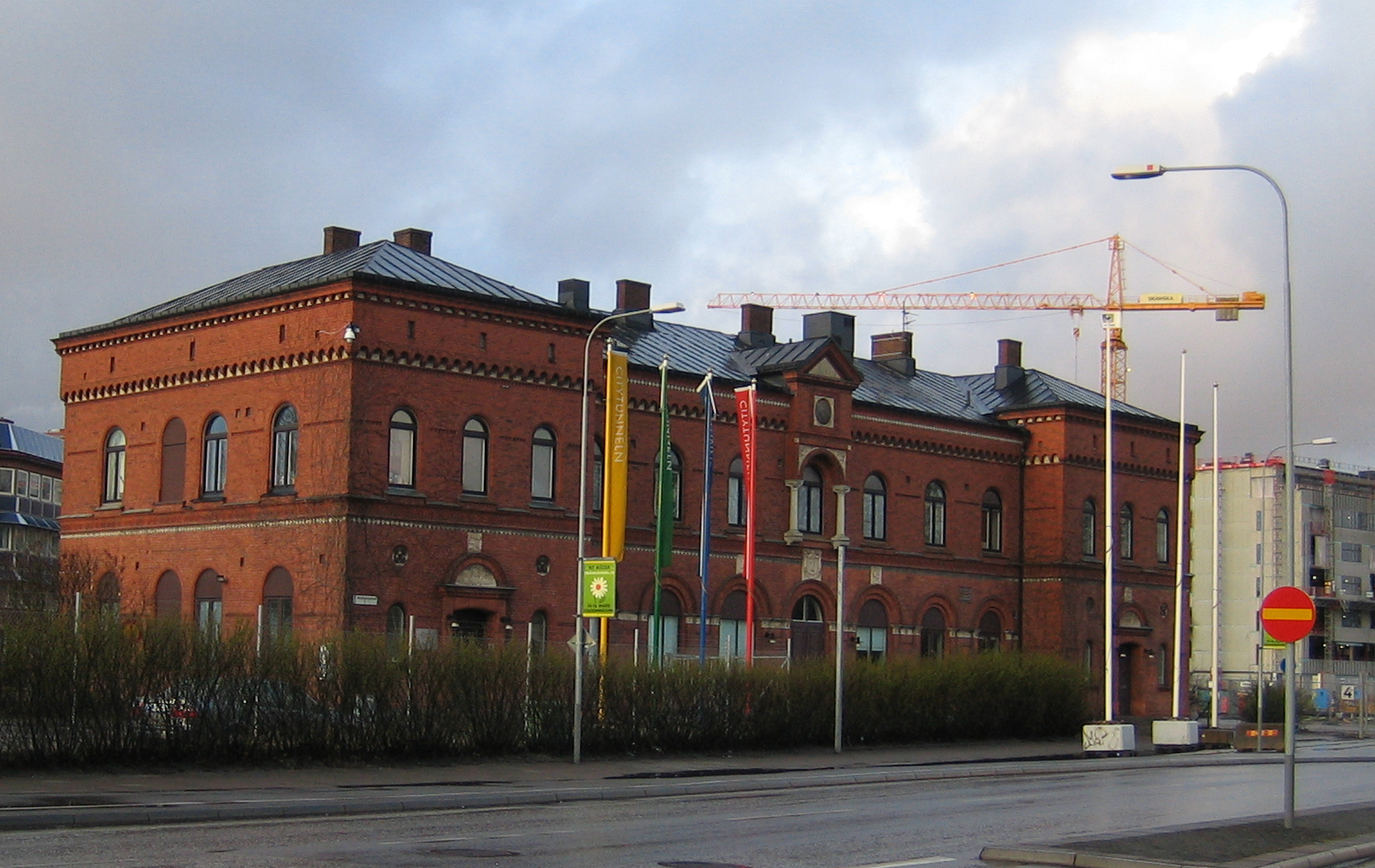
Malmö Västra

Het station Malmö Västra is gebouwd in 1874 voor de Malmö-Ystads Järnväg (MYJ) naar Ystad en vanaf 1886 ook gebruikt door de Malmö-Trelleborgs Järnväg (MTJ) naar Trelleborg was gevestigd aan de Bagers Plats. De treindiensten van de MYJ en de MTJ werden in 1955 opgeheven en werd het station Södervärn het beginpunt van deze lijnen. Het station is momenteel in gebruik als kantoor voor de Citytunnelprojektet.
Het station moet niet verwisseld worden met het Malmö-Limhamns Järnväg (MLJ) station.
Het station Malmö Västra was het eindpunt voor de volgende trajecten:
- Malmö - Ystads Järnväg (MYJ) spoorlijn uit Ystad
- Malmö - Trelleborgs Järnväg (MTJ) spoorlijn uit Trelleborg

#### Malmö MLJ
Het Malmö-Limhamns Järnväg (MLJ) station naar Limhamn was gelegen aan de Bassängkajen. Dit station is in 1960 afgebroken.
Het station Malmö MLJ was het eindpunt voor het traject:
- Malmö - Limhamns Järnväg (MLJ) spoorlijn uit Limhamns

## Citytunnel Malmö

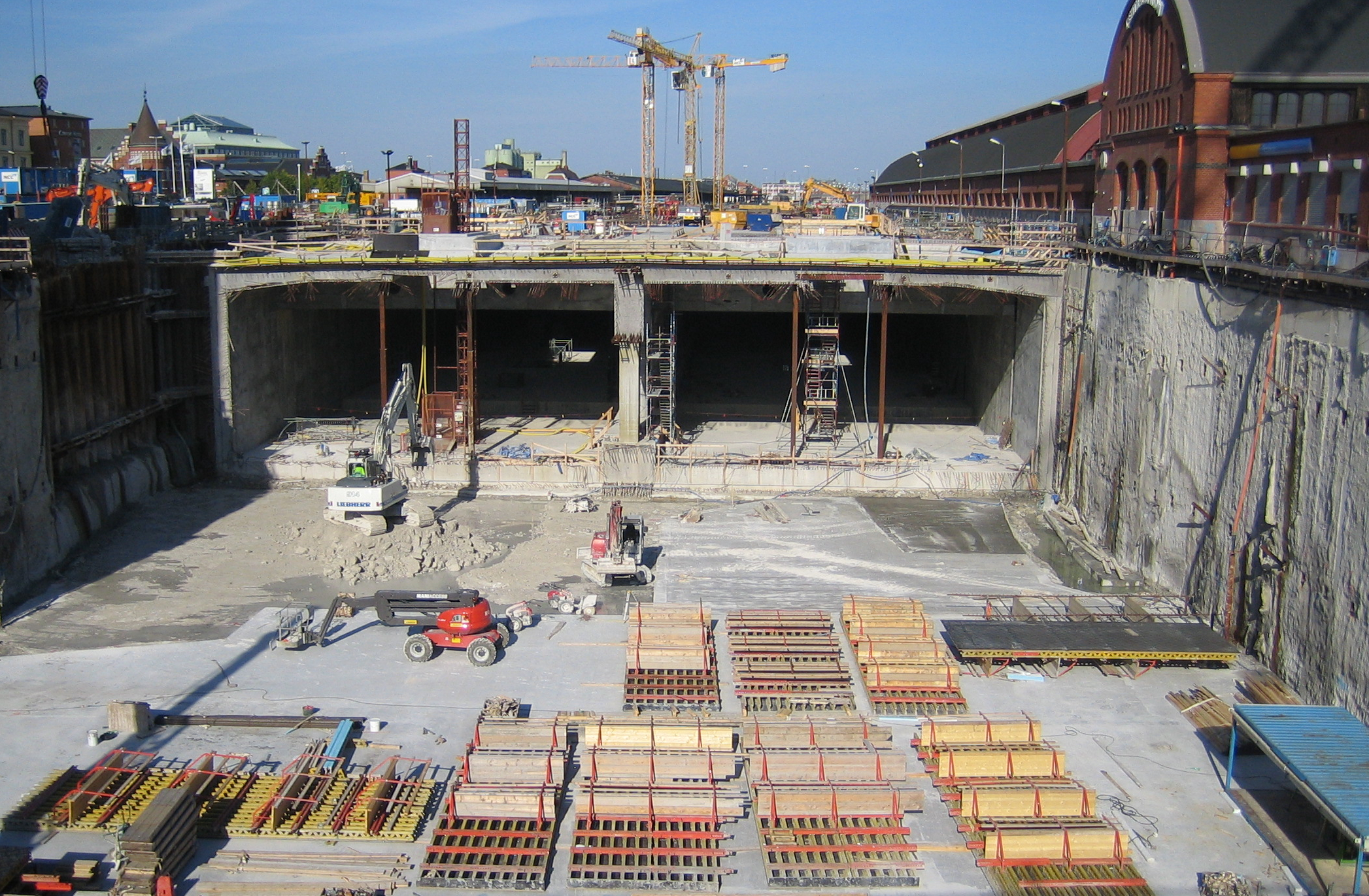
Citytunnel bij Malmö Centraal Station

In 1991 werd gelijk aan de spoorlijn Kopenhagen H - Malmö Centraal Station de planning van een city tunnel door de stad Malmö gestart. In 2005 werd begonnen met de bouw. De tunnelboormachines Anna en Katrin begonnen in november 2006 en februari 2007 met de geboorde tunnel waarbij Anna op bereikte 25 maart 2008 en Karin op bereikte 21 april 2008 het ondergrondse station Malmö Centraal.
Naar verwachting wordt het tunneltraject in 2011 in gebruik genomen.

## Genationaliseerd
De MBJ, LEJ, SHJ, MHJ en GHB werden in 1896 door de staat genationaliseerd en de bedrijfsvoering over gedragen aan de SJ. De LKJ werd in 1940 door de staat genationaliseerd en de bedrijfsvoering over gedragen aan de SJ.

## Elektrische tractie
Het traject werd in 1928 geëlektrificeerd met een spanning van 15.000 volt 16 2/3 Hz wisselstroom.